# Rio Correntes (Santa Catarina)
O rio Correntes  é um curso de água do estado de Santa Catarina, no Brasil. Sua nascente fica no município de Santa Cecília.